# Халл Стингрэйз
«Халл Стингрэйз» (англ. Hull Stingrays) — бывший английский хоккейный клуб из города Кингстон-апон-Халл. В 2003—2015 годах выступал в Британской элитной хоккейной лиге. Домашней ареной клуба являлась Халл Арена.